# Es por ti (canción de Cómplices)
«Es por ti» es una canción interpretada por el dúo español Cómplices, incluida en su álbum de estudio La danza de la ciudad (1990) y que fue editada como sencillo en 1990.

## Descripción
Se trata de una balada romántica, de ritmo suave, en la que se describen los efectos que en el autor provoca el enamoramiento de su pareja.

## Versiones
Fue versionada por la banda española El sueño de Morfeo para el álbum homenaje a Cómplices con motivo de su vigésimo aniversario en 2010. Este álbum de homenaje llevó por título Cómplices 20 años.
Tuvo su segunda versión en el álbum Trasatlántico de 2017 de la mano del cantante mexicano Aleks Syntek, versión en la cual también colabora Teo Cardalda.